# Attacus erebus
Attacus erebus är en fjärilsart som beskrevs av Hans Fruhstorfer 1904. Attacus erebus ingår i släktet Attacus och familjen påfågelsspinnare. Inga underarter finns listade i Catalogue of Life.

## Bildgalleri

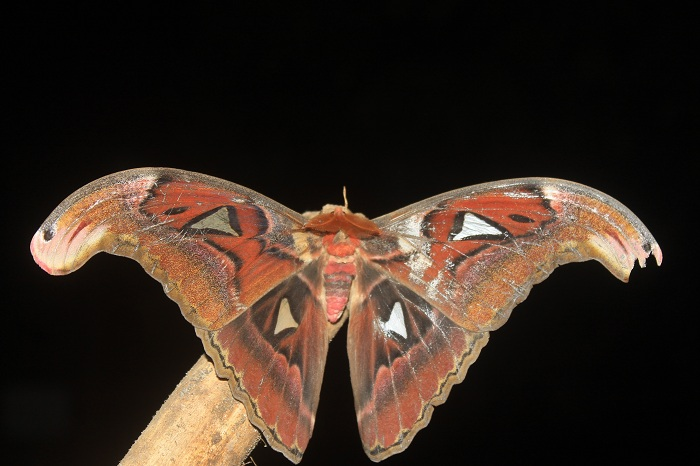